# Port Salerno
Port Salerno est une census-designated place du comté de Martin, dans l'État de Floride, aux États-Unis,. En 2020, elle compte une population de 10 401 habitants.